# Dela med dig
Dela med dig är en psalm från 1972 av Tore Littmarck, som både författat texten och komponerat melodin. Psalmen har fem 4-radiga verser och melodin är i C-dur (4/4-dels takt).

## Publicerad i
- Herren Lever 1977 som nr 835 under rubriken "Vittnesbörd - tjänst".
- Levande sång som nr 625 under rubriken "Församlingen - tjänst".
- Psalmer och Sånger 1987 som nr 455 under rubriken "Kyrkan och nådemedlen - Vittnesbörd - tjänst - mission"[2]
- Segertoner 1988 som nr 417 under rubriken "Den kristna gemenskapen - Vittnesbörd - tjänst - mission".[1]
- Frälsningsarméns sångbok 1990 som nr 664 under rubriken "Tillsammans i världen"